# Karacaören, Mecitözü
Karacaören är en by i Mecitözü-distriktet i Çorumprovinsen i Turkiet. År 2022 hade byn 44 invånare. Byn tillhör tidszonen UTC+3.